# 油圧ショベル
油圧ショベル（ゆあつショベル、英: hydraulic excavator あるいは digger）とは、掘削・整地等のための腕状の構造およびバケット等が油圧により作動し、自走する機械のことである。いわゆる掘削機の一種で、建設機械の一種。

## 概要

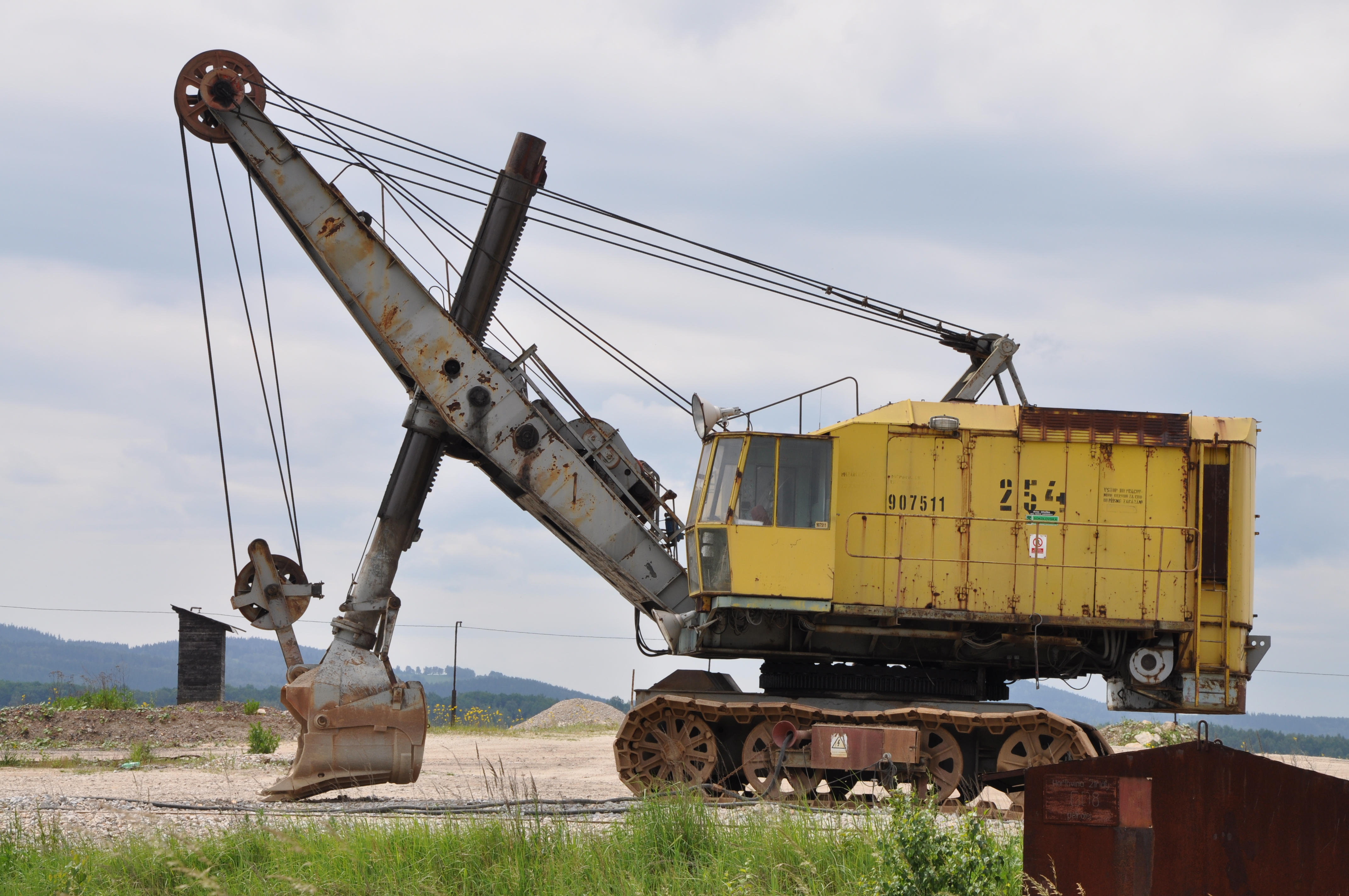
ケーブル式ローディングショベルの一例

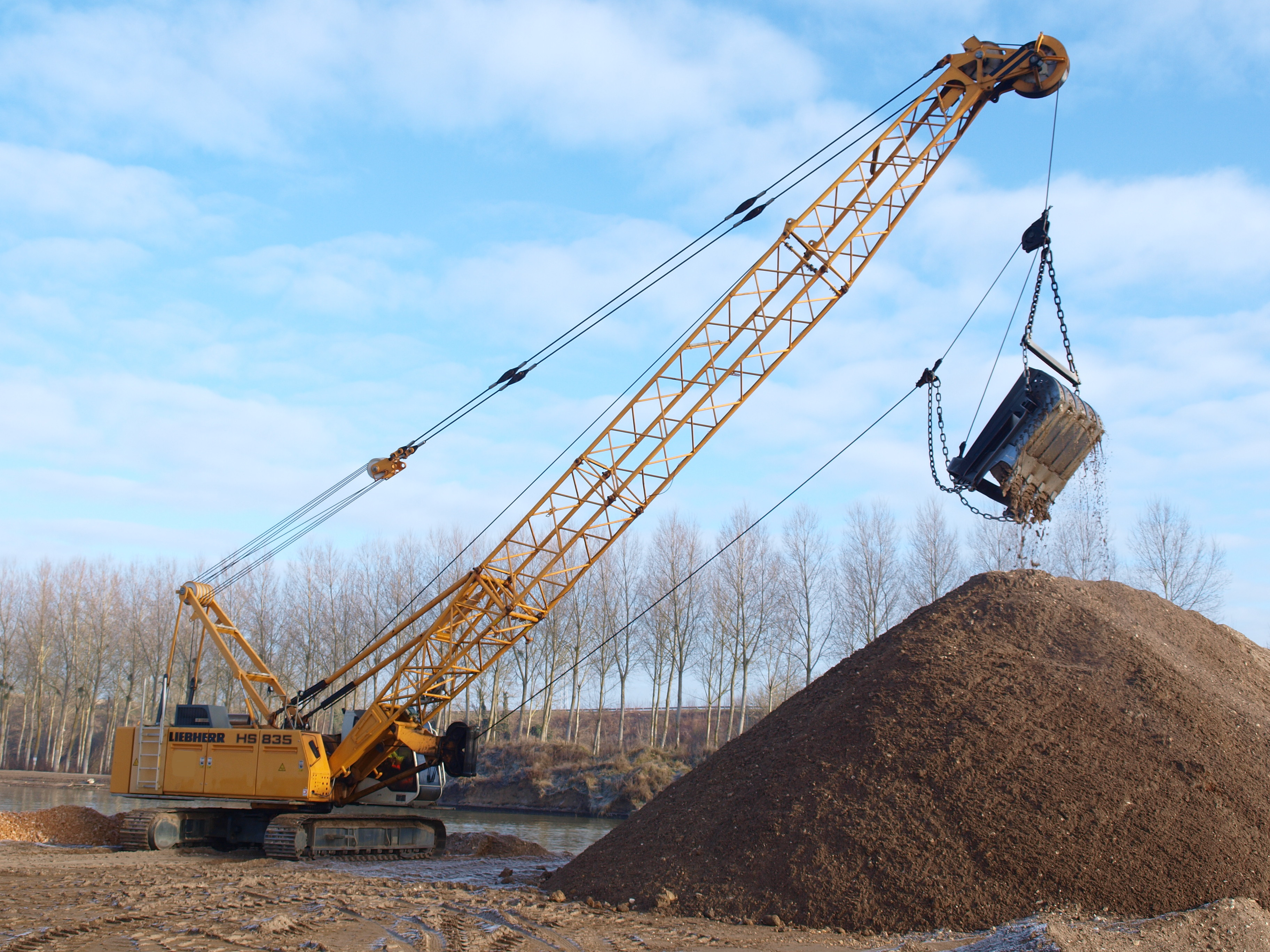
ケーブル式ドラグショベル（ドラグライン）の一例

土砂地山などの掘削・整地などに用いる。一般に、腕状の構造は、左右に旋回するプラットフォームの上に据えられており、その下には走行装置を備え、自走することができる。腕状の（もう少し詳細に喩えると、腕状と言うより、人間の肩から腕あたりのような）構造は、一般に複数の部分からなり、機体の基部から順に「ブーム」「アーム」と呼び分けられる。
アーム先端に取り付ける作業装置は土砂等の掘削に適したバケットが標準であるが、バケット以外の各種アタッチメントに付け替えて様々な用途に使用でき、下部走行フレームにブレード（排土板）を装備して、ブルドーザーのような押土整地作業も行える機種もある。

いくつか分類法があり、大きく「バックホー（ドラグショベル）」「ローディングショベル」「解体機」に分類することができる。また重量で分類する方法もある。→#分類・種類

### 歴史
油圧式ショベルが登場する以前に鉱山や河川工事で用いられていた、ウインチでケーブル（ワイヤーロープ）を巻き上げ、巻き下げてブームとアームを動かしてバケットを前方に押し出して掘削するケーブル式ローディングショベルや、幅広バケットをウインチで引き寄せながら掘削するケーブル式ドラグショベルが原型である。ケーブル式ショベルは構造上、ケーブルを引く方向にしか掘削力をかけられないので、狭い範囲を深く掘削したり、掘削面を平らに切り取るような作業は困難であったが、1947年イタリアで世界初の複動式油圧シリンダーでブーム、アーム、バケットを動かす小型油圧式ローディングショベルが開発されて、従前のケーブル式では構造上困難だった精密掘削や整地作業も容易になり、かつ、1970年頃以降 油圧ポンプやバルブシステムが改良されて運転操縦法も極めて簡単になり、小型軽量な機種も製造可能になったため土木建設などの中-小規模な用途では急速に油圧式ショベルが普及した。
しかし、複動式油圧シリンダーはあまり長い物は製造が難しく、リンク倍率を高くするとブームやアームの太さや重量が大きくなり過ぎてしまうため油圧式ショベルの大型化には限界がある。2016年時点で、重掘削・積込用としては作業半径20メートル程度、バケット容量40立方メートル程度が世界最大級であり、これよりも大規模な掘削機械では、ケーブル式ショベルやバケットホイールエクスカベーター等が多用されている。

### おもな用途、および使用法に関する規制
下（後ろ）向きにバケットを取り付けてバックホーとして使うのがもっとも一般的だが、その他に、機体より上方の土砂を掘削して運搬車に積み込む作業に適した前向きローディングバケットや、圧砕機、鉄骨切断機を取り付けてビルの解体、コンクリートや道路のアスファルト、自然石を打撃により破砕するブレーカー等の多種多様なアタッチメントに交換でき非常に幅広い用途に使われる。
こうした動力シャベルはケーブル式時代のころは巻きあげロープが元々あったので、アタッチメント交換でここの先端にフックを付ければクレーンとしてそのまま使用できたため、日本でも過去の労働安全衛生法および関連省令規則では、「（油圧を含め）動力ショベルで貨物を吊上げ運搬する行為に関する規定」が設けられてなく、クレーン設置が困難な狭隘な作業場所において地中埋設物の引き抜きや土留め支保工材を扱う場合に限り油圧ショベルを吊上げ作業に用いてもよいと指導されていたが、油圧ショベルにはウィンチがないためバケット等のアタッチメントに直接ワイヤーを掛け付けた吊り上げ作業を行った結果、ワイヤーが切断したり外れて吊り上げた貨物が落下して死亡事故が多発した為、現在は関連省令規則が改定されて、省令規則の規定に合致する構造と安全装置を具備した「クレーン機能付油圧ショベル」でしか吊り上げ作業を認められていない。吊り上げられる重量は油圧ショベルの大きさで異なる。また、運転業務や玉掛け業務も荷重に応じた講習終了者、資格所持者に限られる英語では「hydraulic excavator ハイドローリックエキスカベーター、油圧式掘削機」がかしこまった呼び方で、少しくだけた呼び方では単に「excavator エキスカベーター、掘削機」と呼び、現場の人は日常的にはしばしば短く「digger ディガー、掘るヤツ」と呼ぶ。
日本では油圧ショベルには、製造メーカーによりユンボ、パワーショベル等の商品名がつけられている。
日本で広く使われている同義語・類義語には次のようなものがある。
油圧ショベル
1990年代に入ってから、社団法人日本建設機械工業会により新たに制定された統一名称である。「油圧」なので前述のケーブル式ドラグショベルは含めない。
パワーショベル
小松製作所が商品名として用いた言葉が一般に広く普及したものだが、厳密には「長い柄のついた大きなシャベルを動力によって動かし、土を削り取る土木機械。動力ショベル。」であり、車両そのものではなく動力装置のついたショベル部分を指す。
ショベルカー
「土木工事に使う掘削用の動力シャベルを備えた車両全般」をさす和製英語。
ユンボ
もとはフランスの建設機械メーカーであるシカム社 (SICAM) の商標。新三菱重工業（現：三菱重工業）が技術導入して日本で生産・販売した結果、日本ではこの名前が広く普及した。現在では油圧ショベルを指す代名詞として現場などで使われている。（つまり商標の普通名称化が起きている。）

## 分類・種類

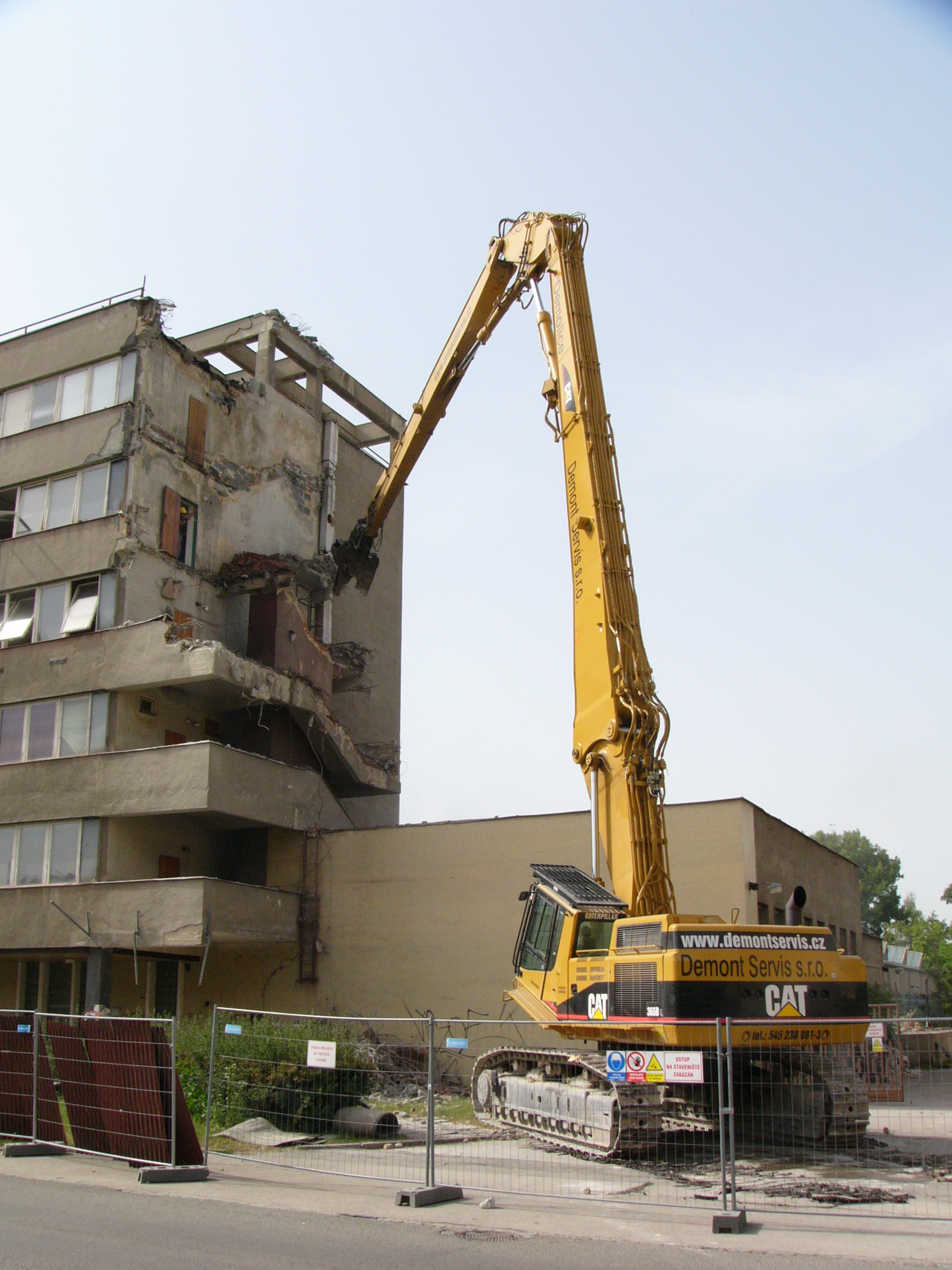
後傾運転台を有する解体機

分類法はいくつかある。基本的に、ざっくりと「バックホー（ドラグショベル）」「ローディングショベル」「解体機」に分類することができる。
また、質量（重さ）で分類する方法もあり、作業装置を除く機体質量が3トン未満のものをミニショベル、機体質量が1トン未満のものはマイクロショベルと分類する方法もある。
バックホー（ドラグショベル）
バケットを機体側に引き寄せる方向に動かして作業するタイプの油圧ショベルを指す。ユンボ同様、工事現場ではしばしば「バックホー」と呼ばれる。なお国土交通省など官庁の文書だけでは「ドラグショベル」と表記されるが、この呼称が日常使用されることは少ない。
ローディングショベル
直訳すると「積み込みショベル」。主に大規模な鉱山採掘や河川掘進工事等の現場にて機体設置面（地表面）より上方の土砂を掘削して運搬車に積み込む作業で多用されている。作業装置の可動範囲は質量が同程度のバックホーと比べて狭く、高く上昇させたバケットを下方向きに回転して掬い取った土砂を排出することが出来ないため、バケット底部に設けたゲートを開閉して掬い取った土砂を排出する構造が多用されている。機体の大きさの割に作業装置の可動範囲が狭く、機体設置面（地表面）より下方の掘削には適さないので市街地や平野部では、ほとんど用いられない。油圧式では日本国内を含め世界的に機体質量数百トンから千トン程度の機種が多用されている。
古い資料などではこのタイプをただ「ショベル」と呼んでいる場合もある。移動･積込作業用の大型バケットを備え掘削能力が小さい、あるいは持たない土木機械についてはホイールローダー、ショベルローダーを参照。
解体機

現代日本では油圧ショベルは建造物解体工事の主役となっているが、標準的な油圧ショベル（バックホー）は前下方への作業用に設計されているため、解体工事用に頭上方向への作業性を高めたモデルが各社からリリースされており、解体機と呼ばれる。通常の油圧ショベルが足元まで掘りやすいようブーム、アームが上腕に相当する箇所で内側に屈曲しているのに対し、解体機は高所へのリーチを確保するため、完全に二つ折りから直線状まで伸ばすことができる二重関節式ブームを備える。特に作業箇所が高くなる大型機では上方視認性を重視して運転席のリクライニング角を大きくしたり、あるいは運転台そのものを後傾させたり、運転台を可動式としているものもある。中層建築物解体に特化した長大なブームとアームを持ち、作業装置到達高さが40メートルにも達する大型機。ボリュームゾーンの中型モデルに多い、第2関節を通常のショベルの屈曲部と同じ位置とし解体と掘削両用の汎用型。狭小物件向けの小型機など、解体対象に応じて様々なタイプが存在する。海外ではロングリーチエクスカベーターと呼ばれるが、解体用だけではなく深掘り用のブーム延長型も含む。

## 機構
クローラを含む下部フレームに対し操縦席を含む上部フレームが旋回する。旋回は油圧モーターで駆動し下部フレームの油圧機器には上部フレーム旋回中心部のスイベルジョイントにより油圧を伝える。林業あるいは野戦（工兵）など不整地使用を想定したものでは、走行装置と車体の間に旋回軸に加えて前後や左右に傾斜する可動軸を有するものもあり、走行装置が斜めに乗り上げた状態でも車体の水平をとることができる（陸上自衛隊の油圧ショベル、掩体掘削機など）。
近年では街中の騒音を配慮し、騒音および振動に対する防止策などが講じられている。日本においては、国土交通省が低騒音型建設機械、超低騒音型建設機械の指定制度がある。

### 動力源
ほとんどの機械がディーゼルエンジンを動力源としている。エンジンから得た動力を油圧ポンプで油圧力に変換し、油圧力を用いて走行・旋回およびブーム、アーム、バケット（アタッチメント）の操作を行う。
鉱山などで使われる機体質量100トン以上の大型機の中には、ディーゼルエンジンに直結した発電機で発電し、発電機から得る電力で油圧ポンプやギヤードモーターを駆動させて本体を動かす、ディーゼルエレクトリック駆動の油圧ショベルもある。
電気モーターを搭載し、外部電力を取り込んで油圧ポンプを駆動するタイプの油圧ショベル（通称：電機ショベル）もあり排気ガスを全く出さない。坑道や地下工事で多用されている。
エンジンにモーターとバッテリーまたはキャパシタを組み合わせた、ハイブリッド機の開発も盛んである。旋回を止める電力回生ブレーキの電力をキャパシタに蓄える事により、燃費を2割程度向上するという。

### 走行装置

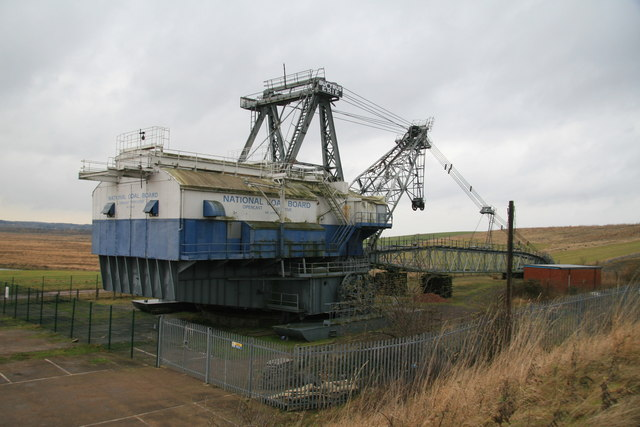
ウォーキングドラグライン

多くはクローラ式で本体の油圧ポンプで走行装置の油圧モーターを動かし、金属製もしくはゴム製のクローラによって走行するが、自動車のようなゴムタイヤを装備したホイール式もある。通常はラフタークレーンのようにショベル作業運転と路上走行運転を一つの運転席上で行うが、極少数ながらトラッククレーンのように通常のトラックシャーシー上に旋回台（ターレット）を設け、油圧ショベルの旋回台から上を架装した特装車も存在する。日本の建設土木現場では大半がクローラ式である。道路工事ではゴムベルト式クローラが多用されている。海外では日本よりもホイール式の機種が多い。なお、俗に言われるキャタピラーとは、後述する米国キャタピラー社の社名から来たものであり。本来は履帯もしくはクローラーと呼ばれる。走行装置の油圧モーターメーカーは、ナブテスコ、KYB、不二越などがあり、油圧モーターと減速機を組み合わせたユニットでクローラーを回転させる。油圧モーターは左右で2個使用され、それぞれが独立して制御でき、前後進だけでなく左前進、右は後進することによりその場で超信地旋回（スピンターン）を行うこともできる。
一般的にゴムタイヤ式はクローラ式より不整地での走行性や作業中の安定性に劣るが、アウトリガーや昇降排土板を備えた機種ではクローラ式よりも高い安定性と掘削力を有する機種もある。（ただし、油圧ショベルは現場に到着すると作業中は移動しないのが普通である。）。
また日本では大型特殊自動車として登録可能な機種が多く製造発売されており、登録すれば公道を自走して作業現場へ移動できるという利点がある。クローラ式のものは走行速度が極めて低い上に、路面を損傷する可能性が大きいので自動車登録は不可能であり、セルフローダーやトレーラー等の貨物自動車に積載して現場へ運ばなくてはならない。
露天掘炭鉱で使用される超大型のドラグラインにはクローラの代わりに足のような機構を使って移動する「ウォーキングドラグライン」もある。

### アタッチメント
油圧を利用できるため、各作業に特化した機構を備えたアタッチメントが登場している。

#### バケット
バケットの種類としては幅が狭い溝掘り用や広い軽作業用の他に以下の種類がある。
クラムシェルバケット
二枚貝のように開閉するバケット。掘削力が弱く硬質土掘削には適さないが、軟質土砂で深い穴を掘る作業に適している。国産では伸縮式アームと組み合わせて掘削深さ25メートルに達する機種が発売されている。クローラクレーンにクラムシェルを組み合わせたものより運転が容易かつ技能講習修了資格で操縦可能な上に、高価なワイヤーロープの損耗が僅少で、機動性にも優れているので、中小規模の深掘作業で採用が増えている。
法面バケット
幅が広く底部が平坦になっており、土手などの法面仕上げに使われる。
台形バケット
断面がV字型の溝を掘る時に使われる。
スケルトンバケット
底部が格子状になっており、解体コンクリートガラと土砂を振るい分けたり、水中岩石の掘削に使われる。
リッパバケット
爪を太く長くしており、軟岩の破砕や破砕された岩石の掘削に使われる。
バケットクラッシャー
油圧モーターとふたつのジョーを備えたバケットで、硬い建築資材を粉砕できる。
生コンバケット
円錐形で底部が開き、生コン打設に使われる。
スクリーニングバケット
バケット型回転ふるい機。木くずや砂利、コンクリートガラ等の混合物の選別・分別に使われる。
シャフトスクリーン
選別・攪拌・混合用に使用される。箱型バケットの中にディスクの付いたシャフトが２本〜３本設置してあり、シャフトが回転し、バケットですくい込んだものを選り分ける。

#### 解体

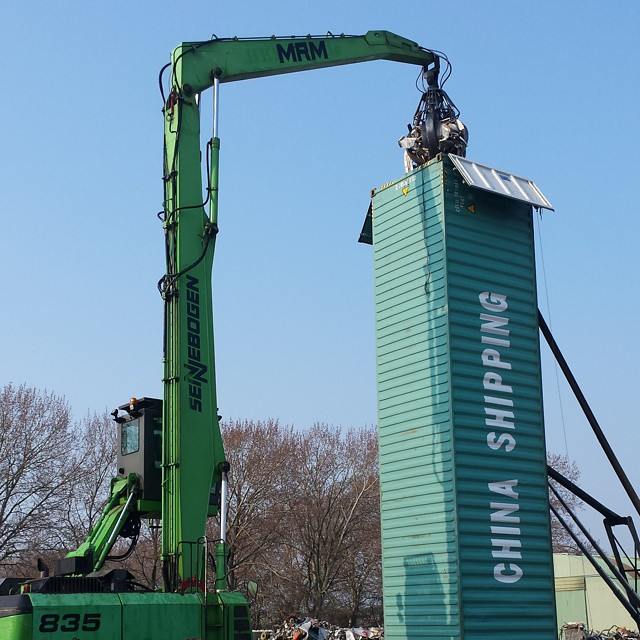
複数の爪が付いたグラップルでスクラップをコンテナに積み込んでいる状態。トラックの荷台等に積み込む際の視認性を良くするため、運転台を高く持ち上げている点にも注目。

アタッチメント専用の油圧配管、ホースを装備し油圧を確保した機種でないと操作する事ができない。打撃系アタッチメント（ブレーカー）の操作には車両系建設機械運転者資格の 解体が必要。
地域によって解体に用いられるアタッチメントが異なり、東北以北だと作りが頑丈であるため、ピラニアバケットが多く用いられるが、東北以南だと木造住宅でかつ瓦屋根が多いため、フォークグラブかグラップルもしくはワニラーが用いられる事が多い。
フォークグラブ
主に住宅の解体、廃棄物の積み込み、分別に使われる。
リッパ
主に抜根や岩盤の破砕、廃棄物の分別に使われるが、ピラニアバケットと似た機構のものが解体用アタッチメントとして用いられることもある。
油圧ブレーカー
タガネ（チゼル）の打撃で物を破壊する。コンクリート構造物の破壊、採石場での大岩石の小割り、道路工事のアスファルト、岩盤破砕・溝堀などに使用する。発破作業が出来ないトンネル工事にも使用される。阪神・淡路大震災の復興には、倒壊した高速道路や破壊された岸壁の解体などに活躍した。空気ハンドブレーカは欧米で開発されたものであるが、1957年ブルドーザに取り付けるために大型空気圧ブレーカが日本ニューマチック工業によって世界で初めて開発されたIPH-400が起源である。IPH-400の読みから「アイヨン」の愛称で親しまれた。今はより効率のよい窒素ガスを封入した油圧式が主流となっている。
油圧クラッシャー
「破砕機」、「圧砕機」、鉄骨切断機とも言う、巨大なペンチやニッパー。ビルや高速道路など鉄筋コンクリート建造物などの解体に使われる。対象物を圧砕、内部の鉄筋を切断しながら解体を進める。用途により、「大割り」と「小割り」がある。大割り用は本体に回転機構（油圧または手動操作）を持ち、刃先の角度を変更できる（例えば梁を掴むときは刃先を垂直に、柱の場合は水平にする）。小割り用には磁石付の機種もあり、鉄筋の選別にも使われる。
ワニラー
ワニの口に似た形をしたアタッチメント。雑多な廃棄物や解体した建材を整理したりトラックに積み込む作業に適する。把握力は然程強くないので鉄骨やコンクリートを壊すことは難しいが、木造建築物程度なら破壊することもできる。
油圧カッター
巨大なハサミ。鉄骨ビル、橋などの建造物の切断・解体や、廃車、鉄道車輌、航空機の解体に使われる。業界用語で、ニブラと称されることが多い。
グラップル
解体フォークとも呼ばれる。２枚の刃が開閉し、物を掴んで（挟んで）移動させるのに使うアタッチメント。解体作業や移動作業、選別作業に使用される。剥いたミカンの皮を下に向けたような形状の開閉バケットもあるが、この場合は土砂よりも比重の軽い小粒物に適する。廃棄物の積込や農林作業で使われている。
ツインヘッダー
アタッチメント式の油圧切削機。回転するドラムに切削チップ（ピック、刃とも呼ばれる）が配列されており、ドラムが回転して土や鉱物を掘削する。道路舗装工事やトンネル工事等で、道路底面や法面の掘削、溝の開削などに使用される。多くの場合、回転ドラムは2つ備わっているため、ツインヘッダー（Twin Header）と呼ばれるが、回転ドラムが1つだけのコンパクト型もある。
ピラニアバケット
ピラニアの口のような形なのでこう呼ばれる。このアタッチメント1つでつかむ、掘る、積むの3役もこなせるため、木造家屋の解体に使われる事が多い。北海道の株式会社オノデラ製作所の登録商標である。

#### 林業用
林業では伐採から積み込みまでに様々な作業が必要なため作業員の負担が大きく、省力化のために複数の作業を1台で担える高性能林業機械が提唱された。高性能林業機械は林業用に最適化された車体もあるが、油圧ショベル用のアタッチメントとして販売されており、土木作業用に導入した油圧ショベルを転用することで高価な専用機を導入できない小規模な業者でも低コストで機械化が可能となった。
フェラーバンチャ
樹木の伐採（フェリング）と集積（バンチング）を一台で行えるアタッチメント。
ハーベスタ
フェラーバンチャの機能に加え小枝の切除、伐採木の長さを揃えて切断（玉切）も行えるアタッチメント。
プロセッサ
集材された木材の枝払い・測尺・玉切りを連続して行えるアタッチメント。近年では木材の曲がり具合を自動判定し記録するなど多機能化が進んでいる。
スイングヤーダ
油圧ショベルのブームまたは機体上に複数のウィンチを取り付けて、伐採木材の引き寄せ作業や林業架線(仮設ロープウェイ)の動力源として用いるもの。

#### その他
ロータリークラッシャー
地拵えや下刈り作業などに使用する砕土機。林業の他、スキー場やゴルフ場の整地作業にも使用される。
リフティングマグネット
強力な電磁石により磁性のあるものを吸い付ける。金属の選別や鉄スクラップの移動に。電磁石の電源は油圧ショベル機体後部に搭載した発電機により得る場合が多い。

### 出力制御方法
油圧ショベルは出力の制御も主に油圧を用いて行っており、以下のような制御の方式が用いられている。
油圧ショベルの制御は基本的に油圧ポンプの吐出圧を一定の圧力に固定し、各アクチュエーターに必要な流量を供給するようにポンプの流量を制御する。
過去には運転台に備わる各レバーで直接バルブを動かすメカニカル制御だったが、現在では電磁弁に置き換わりレバーは単なる電気スイッチになっており、解体機や積込作業機で運転台の架装位置を変更したり可動式にすることも容易になっている。操作系のレイアウトも変更可能だが、多くのメーカーは従来機の操作に慣れたユーザーに配慮し、以前の操作系を踏襲しているため操作は各社方式が並立したままとなっている。
- オープンセンタ・ネガティブコントロール制御
- オープンセンタ・ポジティブコントロール制御
- クローズドセンタ・ロードセンシング制御

それぞれの制御方法のオープンセンタ、クローズドセンタとは油圧回路を制御する弁の集合体であるコントロールバルブの構造に由来している。
オープンセンタ方式では、センターバイパスと呼ばれる回路が無負荷状態では解放され油圧がタンクに流れ込むのに対し、クローズドセンタ方式では無負荷状態ではセンターバイパスは閉じており油圧はタンクに帰らない。
オープンセンタ方式ではアクチュエーターに油圧が送られるとセンターバイパスの流量が減るため、センターバイパスの圧力が下がる。無負荷状態では逆にセンターバイパスの圧力が上がる。
このため、オープンセンタ方式ではセンターバイパスの圧力を取り出し、ポンプの流量を制御する。具体的にはネガティブコントロール制御では、センターバイパスの圧力が下がれば、負荷がかかっていると判断してポンプ流量を増やし、センターバイパスの圧力が上がると流量を減らす制御を行う。

## 操作方法
主に運転者の足元から出ている2本のレバーと、両手の近くに配された2本のジョイスティックレバーを用いて操作する。これらのレバーを大きく傾ければ機械は速く動き、小さく傾ければゆっくり動く。
足元から出ている2本のレバーでクローラを操作する。多くの場合このレバーに直結されたペダルもあり、このペダルでも同様の操作が可能である。
運転者の両手近くにある2本のジョイスティックレバーを縦横に操作して、左右旋回、ブーム上げ下げ、アーム曲げ伸ばし、バケット掘削開放の4つの操作を行う。機種によってはバケット以外の作業装置を装備しているので、それらを操作するためのレバーやペダルが追加されている。アタッチメントの操作は床に設置したペダルを使用するものと、作業機の操作レバーにボタンを追加するものがある。
スロットル（アクセル）の操作はレバー式、ダイヤル式、速い・普通・遅い・アイドリングのボタン式など、メーカー・機種によってまちまちである。スロットルが全開でもレバーを少ししか倒さなければ作業装置はゆっくり動くので、自動車と違ってスロットルを頻繁に操作することはしない。レバーを一杯に倒してもまだ動きが遅いと感じたときに開き、騒音や燃料消費を抑えたいときに閉じる程度である。
メーカーでは負担を減らすため、片方のレバー操作のみでの移動や、レバーを離しても直進を維持する機能、レバーにボタンを追加しアタッチメントの操作ができる機能など、様々な機能を開発している。またレバーの操作量を電気信号で伝達することでコンピュータ制御により油圧を最適化している機種もある。

### クローラの操作
クローラの操作は統一されている。片手でも両手でも操作できるよう、運転席の前方中心部に前後方向に操作できるレバーが2本隣合わせに配置される。
運転席を備えた上部旋回体は360度旋回可能なため、上部旋回体の向きによってレバーの操作が逆になるので注意が必要である。（「前進」は下部フレームに取り付けられている走行モーターが後方に位置している状態）
- 両方のレバーを同時に前へ倒せば前進する。
- 両方のレバーを後ろへ倒せば後退する。
- 片方のレバーだけを操作すれば旋回する。
- 片方のレバーを小さく、もう片方のレバーを大きく倒せばカーブしながら前進する。
- 両方のレバーを互い違いに操作すれば超信地旋回する。

```
左クローラ前進　右クローラ前進
　　　　　　　　↑　↑
　　　　　　　　○　○
　　　　　　　　↓　↓
左クローラ後退　右クローラ後退

```

### 作業装置の操作

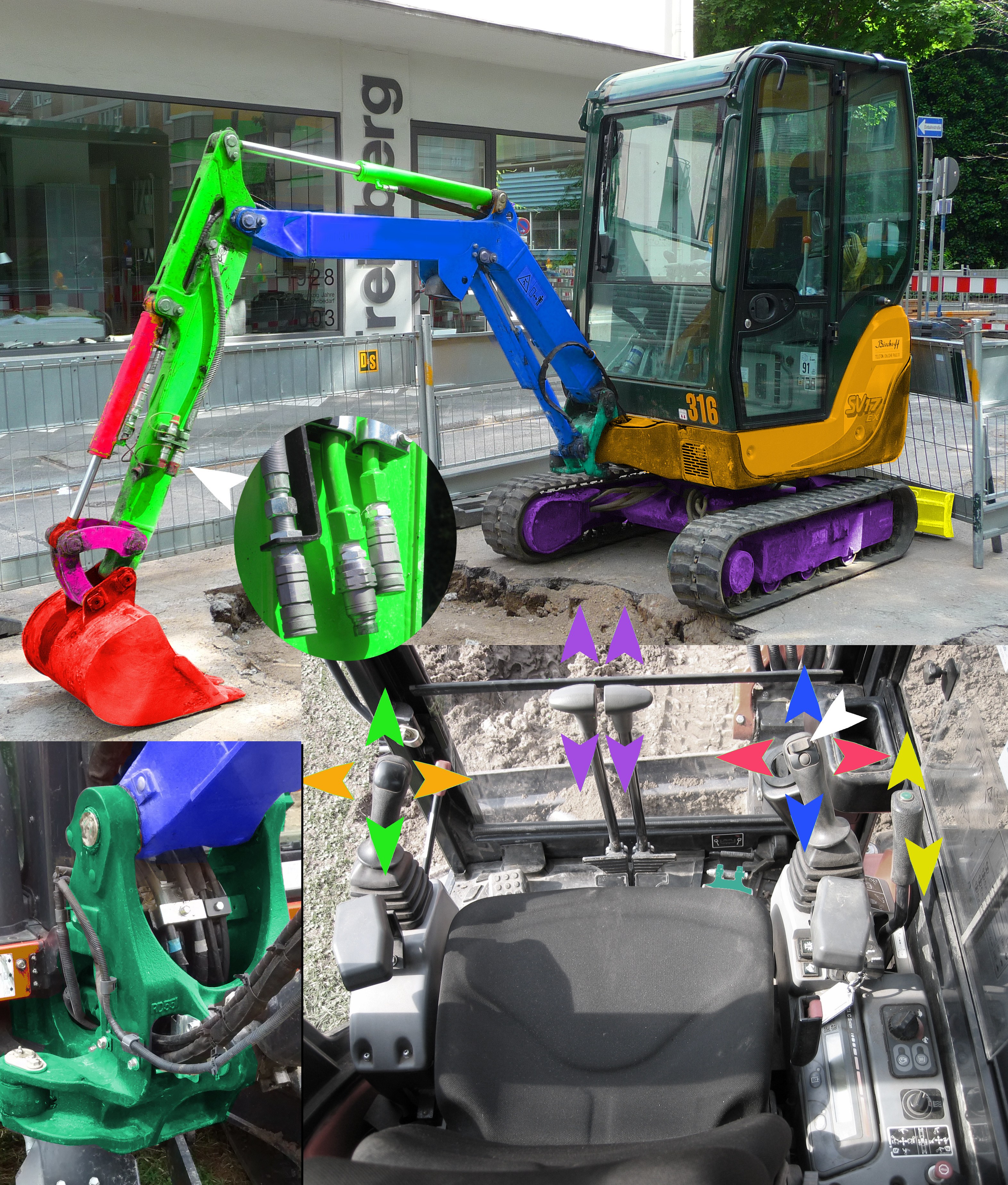
レバーに対応する箇所を色分けした図（JISパターン）

2本のレバーの縦横の動きそれぞれにどの操作を割り当てるかは、メーカーごとにまちまちであったが、現在ではメーカーが「パターンチェンジャ」や「クイックチェンジャ」と呼ばれる機構により、配管を分解せずに簡単な操作のみで変更可能にしている。また操作パターンを変更できない旧式に後付けし好みのパターンに変更できる装置も登場している。
日本ではメーカー出荷時の操作方法はJISに定められた「標準操作方式」に統一されているが、レンタル業者では顧客の好みに合わせて貸し出すため、作業現場では他の方式に変更されていることも多い。現在では「標準操作方式（横旋回）」と「コマツレバー方式（縦旋回）」にほぼ集約されている。特に1993年4月から、国交省が所管の工事では、標準操作方法から変更する際に工具が必要な機種が指定されている。
アメリカではSAE Internationalが制定した「SAEパターン」が一般的であるため、日本のメーカでもアメリカ向けの機種ではパターンチェンジャで対応させている。

#### 標準操作方式
一般的に「JIS方式」や「JISパターン」と呼ばれることが多いが、「ISOパターン」や「コマツ・日立パターン」が普及している地域では「横旋回」とも呼ばれる。バケットを横へ動かすときは横に、縦に動かすときは縦に左レバーを操作するという直感的で分かりやすい操作方法である。
```
　　　　アーム伸ばし　　　　　　　　　　　　　　　     　　ブーム下げ
　　　　　　↑　　　　　　　　　　　　　　　　　　　　　　　　 ↑
　　左旋回←○→右旋回　　　　　　　　　         バケット掘削←○→バケット開放
　　　　　　↓　　　　　　　　　　　　　　　　　 　　　　　　　↓
　　　　アーム曲げ　　　　　　　　　　　　　　　　　　　 　ブーム上げ

```

#### コマツ・日立・住友パターン
「コマツレバー」や「縦旋回」とも呼ばれ、日本ではコマツと日立のシェアが高いためJIS方式と人気を二分している。JIS方式と比べて、右レバーは同じだが、左レバーの上下と左右が逆転している。レバーの動きと機構の動きが一致しないため、分かりやすさではJIS方式に劣るが、小刻みに操作することの多いアームを操作しやすい横のレバー操作で操るので慣れた後の作業性は高い。例えばバケットに付いた土砂を振るい落とす動きを例に取ると、コマツ・日立・住友パターンでは、左右のレバーを内側に寄せたり外側に倒したりを繰り返せばよいが、JIS方式では左右非対称の操作になってしまい操作しにくい。
陸上自衛隊が導入している油圧ショベルの操作方法は「JISパターン」と「コマツ・日立・住友パターン」を容易に切り替え可能という要件が定められている。
```
　　　　　　　　右旋回　　　　　　　　　　　　　　　　  ブーム下げ
　　　　　　　　　↑　　　　　　　　　　　　　　　 　　　　 ↑
　　アーム伸ばし←○→アーム曲げ　　　　　　　バケット掘削←○→バケット開放
　　　　　　  　　↓　　　　　　　　　　　　　　　  　　　　↓
　　　　　　　　左旋回　　　　　　　　　　　　　　　　  ブーム上げ

```

#### 三菱パターン
他の方式と違って右レバーで旋回するので特に注意が必要である。また、アーム操作の上下およびバケット操作の左右（掘削・開放）も逆である。
```
　　　　　　ブーム下げ　　　　　　　　　　　　　　　      アーム曲げ
　　　　　　　  ↑　　　　　　　　　　　　　　　　　　　　    ↑
　バケット開放←○→バケット掘削　　　　　            左旋回←○→右旋回
　　　　　 　　 ↓　　　　　　　　　　　　　　　　　　　　    ↓
　　　　　　ブーム上げ　　　 　　　　　　　   　　　      アーム伸ばし

```

#### 旧コベルコパターン
三菱と同じく右レバーで旋回するので特に注意が必要である。また、バケット操作の左右（掘削・開放）も逆である。
```
　　　　　　ブーム下げ　　　　　　　　　　　　　　　　 アーム伸ばし
　　　　　　 　 ↑　　　　　　　　　　　　　　 　　　　 　  ↑
　バケット開放←○→バケット掘削 　 　    　　      左旋回←○→右旋回
　　　　　　 　 ↓　　　　　　　　　　　　　　　　　　　  　↓
　　　　　　ブーム上げ　　　　 　　　　　　　  　　　　 アーム曲げ

```

#### 旧ナカミチ（中道）パターン
JIS方式と旋回・バケットのレバー操作が逆である。現在では見かけることは稀である。
```
　　　　　　アーム伸ばし　　　　　　　　　　　　　　  ブーム下げ
　　　　　　　　↑　　　　　　　　　　　　　　　　　　    ↑
　バケット開放←○→バケット掘削　　　　　        左旋回←○→右旋回
　　　　　　　　↓　　　　　　　　　　　　　　　　　　　  ↓
　　　　　　アーム曲げ　　　　　　　　　　　　　　　  ブーム上げ

```

#### 旧ヤンマーパターン
JIS方式に近いが、左レバーの上下が逆転している。現在では見かけることは稀である。
```
　　　　　　　　アーム曲げ　　　　　　　　　　　　             ブーム下げ
　　　　　　　　　　↑　　　　　　　　　　　　　　　               ↑
　　　　    左旋回←○→右旋回　　 　                バケット掘削←○→バケット開放
　　　　　　　　　　↓　　　　　　　　　　　　　　　       　　　　↓
　　　　　　　  アーム伸ばし　　　　　　　　　　　             ブーム上げ

```

#### SAEパターン
「SAE controls」とも呼ばれる。JIS方式とはアーム操作の上下と曲げ伸ばしが左右逆になっている。
```
　　　　ブーム下げ　　　　　　　　　　　　　　　     　　　アーム伸ばし
　　　　　　↑　　　　　　　　　　　　　　　　　　　　　　　　 ↑
　　左旋回←○→右旋回　　　　　　　　　         バケット掘削←○→バケット開放
　　　　　　↓　　　　　　　　　　　　　　　　　 　　　　　　　↓
　　　　ブーム上げ　　　　　　　　　　　　　　　　　　　 　アーム曲げ

```

## 操縦者
日本では、労働行為として油圧ショベルの作業運転を行う者は、建設機械施工技術検定の1級第一種か2級第一種の合格証所持者であるか、労働安全衛生法に基づく車両系建設機械（整地・運搬・積込・掘削用）、ブレーカを装着する際は車両系建設機械（解体用）運転資格者である必要がある（機体重量3t以上は「車両系建設機械運転技術技能講習」を修了して修了証を交付された者、3t未満では「車両系建設機械特別教育」を受講済の者）、フェラーバンチャ、ハーベスタ、プロセッサは伐木等機械特別教育受講済、スイングヤーダは簡易架線集材装置等特別教育受講済の資格が必要である（重量制限なし）
また、大型特殊自動車登録された機体を公道で運転する場合は大型特殊自動車運転免許を交付された者に限られる。
尚、クレーン機能付油圧ショベルで吊り荷の玉掛け作業を行うには玉掛け技能講習を修了して修了証を交付された者、クレーン作業運転を行うには移動式クレーン運転士免許を交付された者または、定格吊上荷重5トン未満の機種ならば小型移動式クレーン運転技能講習を修了して修了証を交付された者である必要がある。

## 特殊な形式

### 掘削用

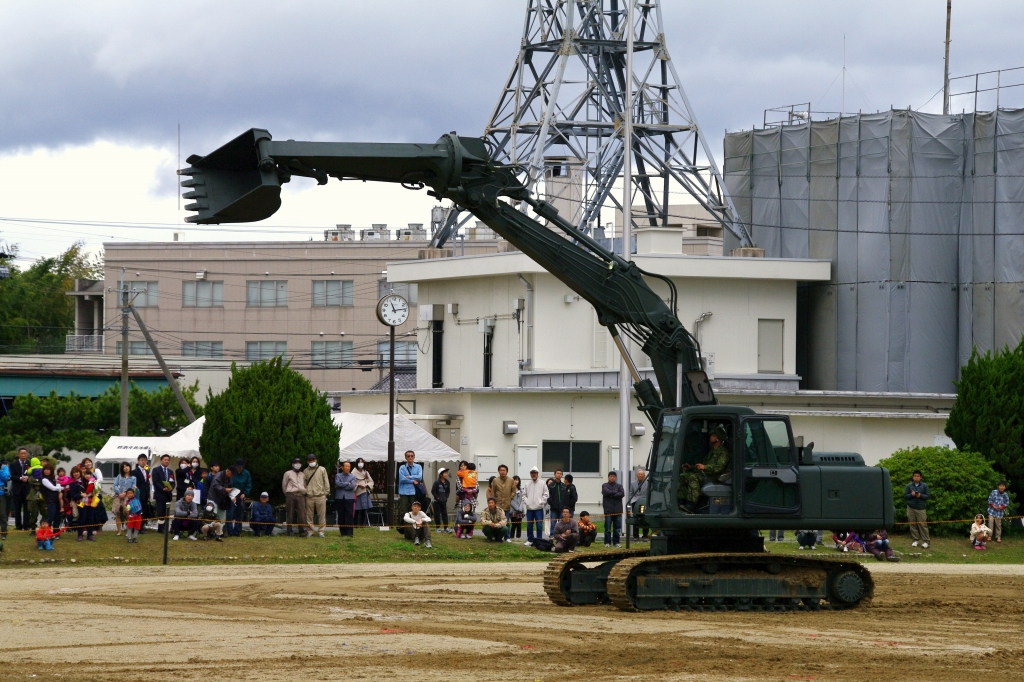
アームを旋回させる掩体掘削機

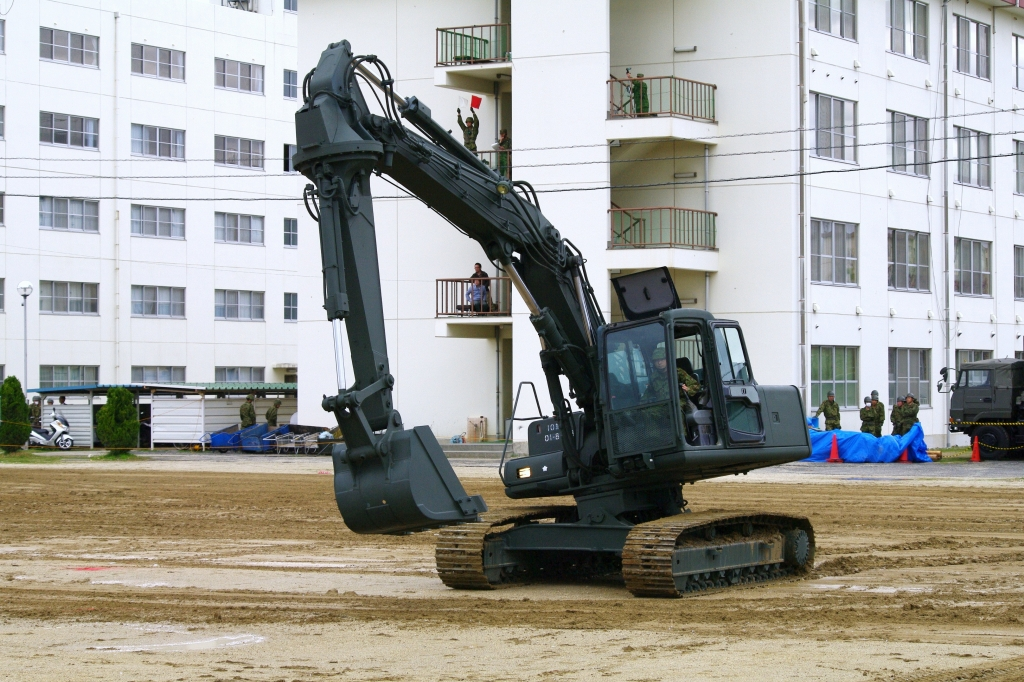
右側へ車体をローリングさせた様子

コマツが陸上自衛隊向けに開発した掩体掘削機は掩体壕や塹壕などの掘削作業を想定し、自社製品をベースにアームの360度回転や車体を左右に傾斜させる機能を追加している。

### 双腕式

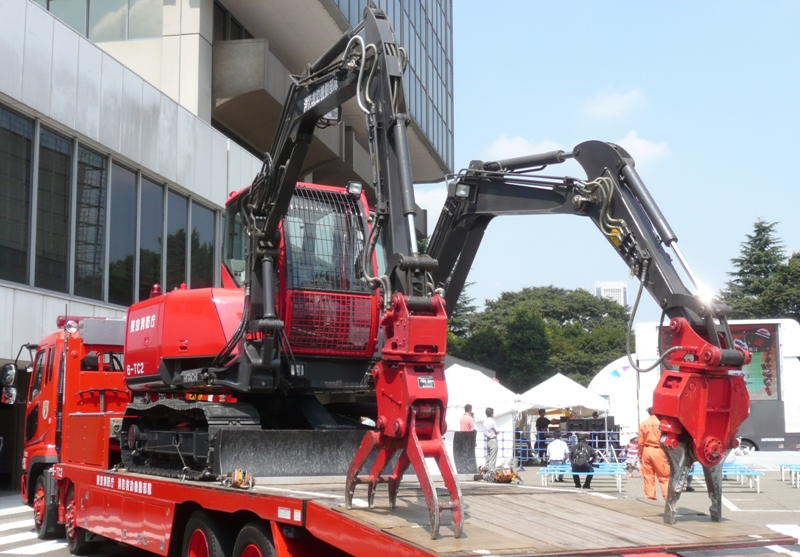
日立建機製の双腕作業機「ASTACO」（東京消防庁仕様）

一般的な油圧ショベルは作業装置が一本であるが、日立建機は現場作業の多様化に合わせ双腕式の油圧ショベル「ASTACO（アスタコ）」を開発した。二本の作業装置を利用して、対象物を掴んだまま切断したり、長い物などを折り曲げるなど、一本の作業装置では出来なかった作業に対応している。操作は直感性を重視した2本のジョイスティックを使用する独自方式を採用し、右レバーで右腕、左レバーで左腕を操作する。JIS方式や日立パターンなどは全く違うことや、出力の制限から作業に制約があるため、従来方式に慣れたベテランからは評価されなかった。しかし精密作業が可能なことは災害救助に効果を発揮するため、東京消防庁のハイパーレスキューが災害救助用のレスキューロボットとして導入した。
日立建機では現場の意見を取り入れ自社の「ZAXIS135US」に副腕を追加した「ASTACO NEO」も開発している。副腕は主たる作業装置の補助として使うもので、二本とも同じブームとアームの作業装置を備えた「ASTACO」とは構造が違い「シオマネキ型」となったが操縦方式は同じである。
2018年には傾斜地や不整地でも安定させるため4つの独立したクローラ、各部の軽量化、走行操作レバーの集約などの改良を行ったコンセプトモデルを公開した。
開発者の一人である石井啓範は実物大ガンダムを動かすプロジェクトにも参加している。
運転者の資格区分は不明。

### 遠隔操縦
油圧ショベルを目視で無線操縦する試みは各メーカーにより行われていたが、国土交通省が推進する情報化施工の一環として、GPSによる位置情報と車体に取り付けたセンサから得た情報と、工程表や施工図のデータを統合し、作業地点まで自動走行したり作業ガイドや警告を端末に表示するシステムが提唱され、各社からシステムが販売されている。
国土交通省は大規模災害への対策として遠隔操縦式の建設機械を普及させるため、河川事務所や地方整備局を通し業者向けの施工見学会や、分解空輸に対応した油圧ショベルを使った訓練を実施している。
ヤンマーは仮想現実技術と電気駆動を組み合わせ、遠隔操作を前提とした屋内・災害現場用のコンセプト機を発表している。
無線を使用する場合には使用者の負担を減らすため免許を要しない無線局が利用される。

## メーカー

### 日本のメーカー及び、日本に輸入されているもの
- 日立建機：海外メーカーと提携せず独自技術で油圧ショベルを開発し製造している。以来小型から超大型までを手掛ける。0.28 - 1.00m3の油圧ショベルをクボタ にOEM供給も行っている。
  - 全油圧式としては世界最大級の800t級ショベルがカナダで稼働している[33]。
  - 2012年現在、双腕式を唯一製造している。
  - グループ会社の日建（旧山梨日立建機）では一般作業用ショベルに転用可能な地雷除去機を開発販売しており、世界的にトップシェア。
- 小松製作所：米国ビサイラス（英語版）社と提携していた。マイクロショベルから大型機までを手掛け、海外では700t超級も扱っている。
- 住友建機：米国FMC（英語版）社と提携、ショベル中心の建機メーカー。ミニショベルからは撤退し、7t級 - 80t級まで。油圧ショベルベースの応用機、特殊仕様機も多い。
- キャタピラージャパン：米国キャタピラー社の日本法人。ミニクラスから大型80t級までラインナップ。ミニショベルの一部機種はクボタから調達、自社ブランドで販売している。100tを超えるクラスは自社生産をとりやめていたが、ビサイラス社を買収（2011年）しCATブランドの超大型が復活。
- 加藤製作所：他社と提携せず独自で開発。現在は8t級の中型から40t級の大型までを手掛ける。かつては5t未満のミニクラスや、60t超級の大型もあった。
- KATO HICOM（旧IHI建機）：加藤製作所の子会社。現在は8tクラスまでのモデル中心。かつては米国コーリング社と提携し大型もあった。また一時期コーリング社へOEM供給も行っていた。
- コベルコ建機：ドイツのリープヘル社、米国P&H（英語版）社と提携。現在はマイクロショベルから大型までを手掛ける。油圧ショベルベースの応用機、特殊仕様機も多い。
- 竹内製作所：ミニショベルを日本で最初に手掛けたメーカー。海外販売が多数を占める。また、ベルリンの壁崩壊時、竹内製作所のミニショベルが解体作業を行っている様子が、世界的にテレビ放送されたことでも有名。
- クボタ：かつてはドイツのアトラス（ドイツ語版）社と提携し、中型油圧ショベルを製造していた。現在はミニバックホーに重点を置いており、ミニバックホー販売台数では、21年連続世界一位を堅持している。*「Off-Highway Research 2022」より。
- ヤンマー：農機のイメージが強いが、10t程度のクラスまでを手掛ける。
- 北越工業（エアマン）：コンプレッサが主力ながらミニショベルも手掛ける。
- 長野工業：小規模メーカーながら、ミニショベルを中心に自社開発、製造販売している。操作パターン等、海外を視野に設計されており、日本よりも海外での販売が多い。
- イワフジ工業：戦後に中島飛行機の解体を受けて中島飛行機黒沢尻工場が岩手富士産業となり、その後イワフジ工業として存続。竹内製作所と同じ時期にミニショベルを開発したが、現在は主に林業に特化した特殊仕様機を製造。
- リープヘル（ドイツ）：油圧ショベルをベースとした、スクラップハンドラーが輸入されている。
- TEREX-FUCHS：油圧ショベルをベースとした、スクラップハンドラーが輸入されている。
- MB Japan：イタリアを本社に置く世界を代表する建設機械アタッチメントメーカーの日本法人。
- いすゞ：油圧ショベル自体は製造していないが、多くの製造会社にエンジンを供給している。
- 株式会社オノデラ （北海道苫小牧市）：油圧ショベル用のアタッチメントの製造を手掛けている。

### 過去に製造していたメーカー（日本のみ）
- 油谷重工：フランスのポクレン（英語版）社と技術提携。ミニチュア（トミカ）にもなって販売されたホイール式油圧ショベルのTY45が有名。のちに神鋼コベルコ建機と合併してブランド消滅。
- 日本製鋼所 (JSW）：ドイツO&K社と技術提携。大型では40tを超えるモデルも存在した。提携終了後自社技術で開発を続けるも、のちに製造終了。最盛期には海外他社へのOEMも行っていた。製造は日本製鋼所東京製作所で行われていた。
- 三菱重工業：フランスのシカム社と技術提携してユンボを製造。のちに6t級より上のモデルは新キャタピラー三菱（現在のキャタピラージャパン）に統合。
- 古河鉱業（古河機械金属）：自社で設計・製造。のちにIHIから供給を受けるが、途中より日立からに変更。古河ロックドリルが建設機械の販売を終了するまでOEMがあった。
- ホクト建機：かつて長野県に本社を置き設計、製造していた。ミニショベルのみ。
- 日産機材（ハニックス工業）
- 高木鉄工所
- 山口農機製作所（ウインブルヤマグチ）
- 東洋運搬機 (TCM)：フランスPINGON社と提携し14Cを製造していた。また竹内製作所から供給を受けてミニショベルを販売していたこともある。

## 油圧ショベルをテーマとした作品
- パワーショベルに乗ろう!!（タイトー）

## テレビ番組
- 日経スペシャル ガイアの夜明け ～世界を救う ニッポンの技術スペシャル～（2008年12月30日、テレビ東京）[34]。- 山梨日立建機（現:日建）の地雷除去機を取材。
- 日経スペシャル カンブリア宮殿 日本製の誇りを売れ！ 命がけの超・現場主義（2010年5月3日、テレビ東京）- 山梨日立建機（現:日建） 社長 雨宮清出演[35]。- 地雷除去機を取材。

## 備考
メーカーは納品先から指定が無い限り車体色を統一しており、日立建機はオレンジ(正確にはタキシーイエロー)、コマツとCAT、住友、KATO、は黄色(正確にはナチュラルイエロー)、コベルコはブルーグリーン、クボタはブルーグリーンと黄色（海外向けはオレンジ）である。